# Lycaena impunctata
Lycaena impunctata är en fjärilsart som beskrevs av Tutt 1906. Lycaena impunctata ingår i släktet Lycaena och familjen juvelvingar. Inga underarter finns listade i Catalogue of Life.